# Klubina
Klubina és un poble i municipi d'Eslovàquia que es troba a la regió de Žilina, al centre-nord del país.

## Demografia
| Godina             | 1994 | 2004   | 2014   | 2024   |
| ------------------ | ---- | ------ | ------ | ------ |
| Nombre de persones | 522  | 516    | 544    | 555    |
| Diferència         |      | −1,14% | +5,42% | +2,02% |

| Godina             | 2023 | 2024   |
| ------------------ | ---- | ------ |
| Nombre de persones | 544  | 555    |
| Diferència         |      | +2,02% |